# 최운섭
최운섭(崔雲燮, ? ~ ?)은 대한제국 말기에 일진회와 자위단원호회 회원으로 활동했던 인물이다.

## 생애
헤이그 밀사 사건 때 일진회 중심의 고종 퇴위 운동에 참가 하고, 러일전쟁에서 이용구가 조직한 북진수송대에 가담해 일본군을 도우면서 친일 활동을 시작했다. 1908년 러일전쟁 때의 공로를 인정하기 위해 일본 정부가 조선인 중 윤갑병 외 105인에게 훈장을 수여했는데, 이때 최운섭은 훈8등 서보장을 받았다.
1907년 일진회가 의병운동 탄압을 위해 조직한 자위단원호회의 순회총부 회계를 맡아 순회총부장인 일진회장 이용구의 지방 일정을 수행했고, 1908년부터는 일진회 평의원이 되어 1910년 한일 병합 조약 체결 직후 일진회가 해체될 때까지 합방청원운동에 가담했다.
일진회가 해산되었을 때 일본 정부에서 나온 해산금 400원을 수령하였고, 1934년 일본의 극우단체 흑룡회가 설치한 일한합방기념탑에도 합방 공로자로 이름이 기록되었다.
1935년에는 이용구가 천도교에서 출교당한 뒤 창시했던 친일 성향의 신흥종교 시천교의 선도사(宣道師)를 맡았고, 1939년 이용구의 아들인 이석규가 옛 일진회 잔존 세력을 규합하여 대동일진회(大東一進會)를 조직했을 때 상담역으로 추천된 바 있다.

## 사후
- 2006년 친일반민족행위진상규명위원회가 발표한 친일반민족행위 106인 명단과 2008년 발표된 민족문제연구소의 친일인명사전 수록예정자 명단에 포함되었다.

## 같이 보기
- 일진회
- 북진수송대
- 자위단원호회
- 시천교
- 대동일진회

## 참고자료
- 친일반민족행위진상규명위원회 (2006년 12월). 〈최운섭〉 (PDF). 《2006년도 조사보고서 II - 친일반민족행위결정이유서》. 서울. 786~793쪽쪽. 발간등록번호 11-1560010-0000002-10. 2007년 10월 10일에 원본 문서 (PDF)에서 보존된 문서. 2007년 8월 28일에 확인함.